# Elina Michailowna Nagula
Elina Michailowna Nagula (russisch Элина Михайловна Нагула; * 9. August 2002 in Tynda) ist eine russische Billardspielerin, die in der Billardvariante Russisches Billard antritt.
Sie wurde 2019 und 2022 Weltmeisterin in der Disziplin Freie Pyramide und 2021 Vizeweltmeisterin. Darüber hinaus wurde die viermalige Jugendweltmeisterin bislang dreimal russische Meisterin und gewann vier Weltcupturniere, darunter der Moskauer Bürgermeisterpokal (2021, 2022).

## Leben
Elina Nagula wurde 2002 im ostrussischen Tynda geboren. Als Elina neun Jahre alt war, zog ihre Mutter mit ihr in die Hauptstadt Moskau, um ihr bessere Trainingsmöglichkeiten zu bieten.

## Karriere
Elina Nagula begann im Alter von sechs Jahren mit dem Billardspielen. Ihre Mutter arbeitete zu dieser Zeit in einer Billardhalle und nahm Elina gelegentlich dorthin mit. Bei einem Turnier in Chabarowsk wurde der ehemalige Weltmeister Oleksandr Palamar auf sie aufmerksam und empfahl ihr, einen Trainer zu nehmen. Mit neun Jahren begann sie, in der Billardschule von Sergei Baurow in Moskau zu trainieren.
In den Jahren 2012 und 2013 nahm Nagula erstmals am Kremlin Cup teil und erreichte jeweils die Runde der letzten 32. 2014 erzielte sie ihre ersten regionalen Erfolge, als Moskauer Meisterin bei den Juniorinnen und bei den Damen wurde. Bis heute folgten insgesamt siebzehn weitere Moskauer Meistertitel, davon neun bei den Jugendlichen und acht bei den Damen. Im Mai 2014 gewann sie bei der russischen Meisterschaft in der Dynamischen Pyramide mit dem Erreichen des Halbfinales ihre erste Medaille. Auf dem Weg ins Semifinale hatte sie unter anderem die amtierende Weltmeisterin Olga Milowanowa besiegt. Wenig später gelangte sie beim Dynamische-Pyramide-Weltcup ins Viertelfinale. Ab Anfang 2014 nahm sie regelmäßig am Freie-Pyramide-Weltcup teil. Am Jahresende 2014 erreichte sie beim Kremlin Cup das Achtelfinale.
Im Januar 2015 gewann Nagula ihren ersten von insgesamt zehn russischen Juniorinnenmeistertiteln. Wenig später zog sie bei der nationalen Meisterschaft der Damen in der Kombinierte Pyramide erstmals ins Finale ein, in dem sie sich jedoch Jewgenija Scheldina mit 3:4 knapp geschlagen geben musste. Im Frühjahr 2015 gelangte sie bei zwei Weltcupturnieren ins Viertelfinale: Bei den Prince Open und beim Moskauer Bürgermeisterpokal. Im Oktober 2015 wurde die 13-Jährige in der Disziplin Freie Pyramide erstmals russische Meisterin, im Endspiel hatte sie sich mit 4:2 gegen Marija Mamitschewa durchgesetzt. Eine Woche später wurde sie durch einen 5:3-Finalsieg gegen Anastassija Swerinzewa erstmals Jugendweltmeisterin. Wenige Tage danach folgte im finnischen Imatra ihre erste WM-Teilnahme bei den Erwachsenen. Mit einer knappen 4:5-Auftaktniederlage gegen Natalija Kornewa schied sie bei der Dynamische-Pyramide-Weltmeisterschaft jedoch im Achtelfinale aus. Im November 2015 erreichte sie beim Kremlin Cup das Viertelfinale und beim Weltcupfinalturnier das Achtelfinale. Bei der Freie-Pyramide-WM gelang ihr ein Auftaktsieg gegen Diana Abykejewa, bevor sie in der Runde der letzten 16 der Ukrainerin Anastassija Kowalenko unterlag.
Nachdem sie beim Auftaktturnier des Freie-Pyramide-Weltcup 2016 das Viertelfinale erreicht hatte, gewann Nagula bei der russischen Meisterschaft in der Dynamischen Pyramide die Bronzemedaille. Im Juli erreichte sie bei der erstmals ausgetragenen Jugend-WM in der Dynamischen Pyramide das Viertelfinale. Wenig später gelang Nagula in der Freien Pyramide als Titelverteidigerin erneut der Einzug ins Endspiel, in dem sie sich nun jedoch Ljubow Dolgaja mit 2:5 geschlagen geben musste. Gemeinsam mit Marija Mamitschewa und Diana Mironowa wurde Nagula im September erstmals russische Mannschaftsmeisterin. Im November erreichte sie beim Kremlin Cup erstmals das Halbfinale und verlor dort gegen Olga Milowanowa. Bei der Freie-Pyramide-WM 2016 gelangte sie ins Viertelfinale, in dem sie der Rekordweltmeisterin Diana Mironowa unterlag. Im Dezember erzielte sie ihren ersten Weltcupsieg, als sie im Endspiel des Finalturniers die Weißrussin Aljaksandra Hisels mit 5:3 besiegte.
Bei den russischen Meisterschaften 2017 wurde Nagula nach einer 2:4-Finalniederlage gegen Tatjana Maximowa Vizemeisterin in der Dynamischen Pyramide, gewann Bronze in der Kombinierten Pyramide und verteidigte gemeinsam mit Marija Mamitschewa und Diana Mironowa den Mannschaftstitel. Bei der Freie-Pyramide-Jugend-WM zog sie 2017 zum dritten Mal in Folge ins Endspiel ein. Dort traf sie wie im Vorjahr auf Ljubow Dolgaja, gegen die sie sich diesmal mit 5:0 durchsetzte. Im Freie-Pyramide-Weltcup 2017 war sie zweimal ins Viertelfinale gelangt, unter anderem beim Kremlin Cup, bevor sie beim Finalturnier das Halbfinale erreichte und dort knapp gegen Kristina Guds (3:4) verlor.
Im April 2018 sicherte sich Nagula ihre erste WM-Medaille, als sie bei der Dynamische-Pyramide-WM das Halbfinale erreichte, in dem sie der Titelverteidigerin Diana Mironowa unterlag. Auf dem Weg ins Semifinale hatte sie in der Vorrunde unter anderem die Weißrussin Kazjaryna Perepetschajewa besiegt, die anschließend die WM gewann. Wenig später erreichte sie das Viertelfinale beim Moskauer Bürgermeisterpokal und gewann eine Woche danach durch einen 5:3-Finalsieg gegen Diana Mironowa zum zweiten Mal ein Weltcupturnier. Bei der Freie-Pyramide-Jugend-WM traf sie 2018 im Endspiel zum dritten Mal in Folge auf Ljubow Dolgaja und schaffte mit einem 5:2-Sieg die Titelverteidigung. Bei der russischen Mannschaftsmeisterschaft gewann sie Ende August den dritten Titel hintereinander, diesmal bildete sie mit Marija Mamitschewa und Anastassija Stanowowa das Siegerteam. Beim Kremlin Cup 2018 schied sie bereits in der Runde der letzten 32 aus. Nachdem sie beim Finalturnier des Freie-Pyramide-Weltcup die Bronzemedaille gewonnen hatte, musste sie bei der Freie-Pyramide-WM 2018 eine Achtelfinalniederlage gegen Anna Kljestowa hinnehmen.
Im Frühjahr 2019 nahm Nagula erstmals an der Kombinierte-Pyramide-WM teil. In Chanty-Mansijsk erreichte sie das Halbfinale und musste sich nur knapp der späteren Weltmeisterin Darja Michailowa geschlagen geben. Sie verlor mit 3:4, wobei ihr im Entscheidungsspiel nur eine Kugel zum Sieg gefehlt hatte. Wenig später erreichte sie beim Kombinierte-Pyramide-Weltcup das Viertelfinale. Im Mai 2019 gelangte sie beim Moskauer Bürgermeisterpokal ins Finale und unterlag dort Diana Mironowa mit 4:5, auch hier hatte Nagula nur eine Kugel gefehlt. In den darauffolgenden 14 Tagen gelang ihr bei zwei weiteren Turnieren der Finaleinzug; bei der russischen Meisterschaft in der Dynamischen Pyramide verlor sie gegen Anastassija Stanowowa (2:4) und im Freie-Pyramide-Weltcup erneut gegen Diana Mironowa (3:5). Im August 2019 zog sie in Tscholponata erstmals in ein WM-Finale ein. Bei der Freie-Pyramide-WM 2019 hatte sie unter anderem Anna Kljestowa und Marija Mamitschewa besiegt und wurde schließlich durch einen 5:0-Sieg gegen Titelverteidigerin Diana Mironowa Weltmeisterin. Zwei Wochen nach dem WM-Erfolg wurde sie erneut gemeinsam mit Marija Mamitschewa und Anastassija Stanowowa russische Mannschaftsmeisterin. Im September 2019 gelang ihr beim Kremlin Cup erstmals der Einzug ins Finale, in dem sie sich jedoch Kazjaryna Perepetschajewa mit 1:4 geschlagen geben musste. Einen Monat danach gewann sie im Finale gegen Darja Michailowa (5:2) die russische Meisterschaft in der Freien Pyramide. In derselben Disziplin wurde sie im November 2019 zum vierten Mal Jugendweltmeisterin, nachdem sie sich im Endspiel mit 5:2 gegen Alina Sjabirowa durchgesetzt hatte.
Anfang 2020 wurde Nagula neben Diana Mironowa als erste Frau zum Champions Cup eingeladen. Nach einem 6:5-Auftaktsieg gegen Artjom Balow verlor Nagula jedoch gegen Dmytro Biloserow (4:6) und Diana Mironowa (2:6) und schied somit in der Vorrunde aus. Im Oktober gelangte sie bei der russischen Freie-Pyramide-Meisterschaft ins Finale und traf dort wie im Vorjahr auf Darja Michailowa, der sie sich nun jedoch mit 2:5 geschlagen geben musste. Daneben nahm sie 2020 unter anderem an fünf Turnieren des Legend Cup teil, kam jedoch nicht über das Achtelfinale hinaus.
Nachdem sie beim Legend International Tournament das Viertelfinale erreicht hatte, gelangte Nagula im März 2021 beim Legend Cup ins Halbfinale und unterlag dem späteren Turniersieger Jelissei Anufrijew mit 2:4. Wenig später zog sie beim Corona-Blitzturnier ins Endspiel ein, in dem sie gegen den Moldauer Serghei Krîjanovski mit 0:1 verlor, und sicherte sich bei der nationalen Freie-Pyramide-Meisterschaft nach einer Halbfinalniederlage gegen Darja Michailowa die Bronzemedaille. Im Mai 2021 gewann Nagula durch einen 5:2-Finalsieg gegen Marija Mamitschewa den Moskauer Bürgermeisterpokal. Es folgten frühe Niederlage bei mehreren Turnieren, bevor Nagula im August 2021 zum zweiten Mal in Folge ins WM-Finale in der Freien Pyramide einzog, in dem sie sich diesmal jedoch Diana Mironowa mit 3:6 geschlagen geben musste. Wenig später folgte beim Kremlin Cup eine weitere Finalniederlage gegen Mironowa (1:6). Am Jahresende 2021 gelangte sie beim Legend Cup zwei weitere Male ins Halbfinale.
Im April 2022 gewann Nagula durch einen 50:46-Finalsieg gegen Diana Mironowa die russische Meisterschaft in der Disziplin Freie Pyramide mit Fortsetzung. Wenig später gelang ihr beim Moskauer Bürgermeisterpokal im Endspiel gegen Jekaterina Bryttschenko mit 5:3 die Titelverteidigung. Im Juni 2022 zog Nagula bei der Freie-Pyramide-WM zum dritten Mal in Folge ins Finale ein, in dem sie durch einen 6:0-Sieg gegen Anastassija Swerinzewa zweiten Mal Weltmeisterin wurde.

## Erfolge
Einzel
| Ergebnis   | Jahr   | Turnier                                    | Finalgegner               | Endstand |
| ---------- | ------ | ------------------------------------------ | ------------------------- | -------- |
| Finalistin | 2015   | Russische Meisterschaft (Komb. Pyr.)       | Jewgenija Scheldina       | 3:4      |
| Siegerin   | 2015   | Russische Meisterschaft (Fr. Pyr.)         | Marija Mamitschewa        | 4:2      |
| Siegerin   | 2015   | Jugendweltmeisterschaft (Fr. Pyr.)         | Anastassija Swerinzewa    | 5:3      |
| Finalistin | 2016   | Jugendweltmeisterschaft (Fr. Pyr.)         | Ljubow Dolgaja            | 2:5      |
| Siegerin   | 2016/F | Freie-Pyramide-Weltcup                     | Aljaksandra Hisels        | 5:3      |
| Finalistin | 2017   | Russische Meisterschaft (Dyn. Pyr.)        | Tatjana Maximowa          | 2:4      |
| Siegerin   | 2017   | Jugendweltmeisterschaft (Fr. Pyr.)         | Ljubow Dolgaja            | 5:0      |
| Siegerin   | 2018/3 | Freie-Pyramide-Weltcup                     | Diana Mironowa            | 5:3      |
| Siegerin   | 2018   | Jugendweltmeisterschaft (Fr. Pyr.)         | Ljubow Dolgaja            | 5:2      |
| Finalistin | 2019   | Moskauer Bürgermeisterpokal                | Diana Mironowa            | 4:5      |
| Finalistin | 2019   | Russische Meisterschaft (Dyn. Pyr.)        | Anastassija Stanowowa     | 2:4      |
| Finalistin | 2019/2 | Freie-Pyramide-Weltcup                     | Diana Mironowa            | 3:5      |
| Siegerin   | 2019   | Weltmeisterschaft (Freie Pyramide)         | Diana Mironowa            | 5:0      |
| Finalistin | 2019   | Kremlin Cup                                | Kazjaryna Perepetschajewa | 1:4      |
| Siegerin   | 2019   | Russische Meisterschaft (Fr. Pyr.)         | Darja Michailowa          | 5:2      |
| Siegerin   | 2019   | Jugendweltmeisterschaft (Fr. Pyr.)         | Alina Sjabirowa           | 5:2      |
| Finalistin | 2020   | Russische Meisterschaft (Fr. Pyr.)         | Darja Michailowa          | 2:5      |
| Finalistin | 2021   | Corona-Blitz                               | Serghei Krîjanovski       | 0:1      |
| Siegerin   | 2021   | Moskauer Bürgermeisterpokal                | Marija Mamitschewa        | 5:2      |
| Finalistin | 2021   | Weltmeisterschaft (Freie Pyramide)         | Diana Mironowa            | 3:6      |
| Finalistin | 2021   | Kremlin Cup                                | Diana Mironowa            | 1:6      |
| Siegerin   | 2022   | Russische Meisterschaft (Fr. Pyr., Forts.) | Diana Mironowa            | 50:46    |
| Siegerin   | 2022   | Moskauer Bürgermeisterpokal                | Jekaterina Bryttschenko   | 5:3      |
| Siegerin   | 2022   | Weltmeisterschaft (Freie Pyramide)         | Anastassija Swerinzewa    | 6:0      |

Mannschaft
| Ergebnis | Jahr | Turnier                 | Teampartner                              | Finalgegner                                              | Endstand |
| -------- | ---- | ----------------------- | ---------------------------------------- | -------------------------------------------------------- | -------- |
| Sieger   | 2016 | Russische Meisterschaft | Marija Mamitschewa Diana Mironowa        | Irina Jewgrafowa Tatjana Maximowa Polina Jaroschewitsch  | 3:2      |
| Sieger   | 2017 | Russische Meisterschaft | Marija Mamitschewa Diana Mironowa        | Swetlana Maximowa Natalja Sedych Swetlana Stawizkaja     | 3:0      |
| Sieger   | 2018 | Russische Meisterschaft | Marija Mamitschewa Anastassija Stanowowa | Alexandra Belikowa Irina Jewgrafowa Sneschana Solotarewa | 3:2      |
| Sieger   | 2019 | Russische Meisterschaft | Marija Mamitschewa Anastassija Stanowowa | Walerija Jemeljanowa Marija Lidwanowa Irina Naruschina   | 3:0      |

## Teilnahmen an Weltmeisterschaften
| Disziplin            | 2015  | 2016  | 2017  | 2018  | 2019  | 2020  | 2021  | 2022  |
| -------------------- | ----- | ----- | ----- | ----- | ----- | ----- | ----- | ----- |
| Freie Pyramide       | AF    | VF    | n. a. | AF    | S     | n. a. | F     | S     |
| Dynamische Pyramide  | AF    | n. a. | n. a. | HF    | n. a. | n. a. | n. a. |       |
| Kombinierte Pyramide | n. a. | –     | –     | n. a. | HF    | n. a. | n. a. | n. a. |

| Legende | Legende                               |
| ------- | ------------------------------------- |
| S       | Siegerin                              |
| F       | Finalistin                            |
| HF      | Halbfinalistin                        |
| VF      | Viertelfinalistin                     |
| AF      | Achtelfinalistin                      |
| LX      | Niederlage in der Runde der letzten X |
| R2      | Niederlage in Runde 2                 |
| R       | Vorrundenaus/Niederlage in Runde 1    |
| –       | nicht teilgenommen                    |
| n. a.   | nicht ausgetragen                     |